# Чарли Дамелио
Чарли Грейс Дамелио (на английски: Charli Grace D'Amelio; родена 1 май, 2004 г.) е американска медийна знаменитост, инфлуенсър и танцьорка.
Баща ѝ се казва Марк Дамелио, а майка ѝ е Хайди Дамелио. Тя е третото дете на Хайди и второ на Марк. След няколко години се среща с Марк и от него ражда Дикси и Чарли.[ неясно? ]
През 2021 година прави своята първа изява на малкия екран в нейното реалити шоу The D’Amelio Show. В края на 2019 година става член на групата the hype house заедно със сестра си Дикси Дамелио.
Прави видеозаписи главно в социалната мрежа TikTok. Тя е вторият най-следван човек в приложението. Има 140,3 милиона последователи в социалната мрежа през май 2022 година. Американският всекидневник „Ню Йорк Таймс“ я нарича „кралицата на „ТикТок“.